# Silvie Langrová
Silvie Langrová (Pálková) (4. července 1974, Hradec Králové) je česká sbormistryně.

## Život

### Vzdělání
Po maturitě na gymnáziu studovala v letech 1990–1996 operní zpěv na Konzervatoři v Pardubicích ve třídě Svatavy Šubrtové. V letech 2004–2010 pak studovala obory hudební výchova a sbormistrovství na Univerzitě Hradec Králové. Od roku 2018 je doktorandkou na Hudební katedře pedagogické fakulty Univerzity Hradec Králové.

### Sbormistrovská činnost

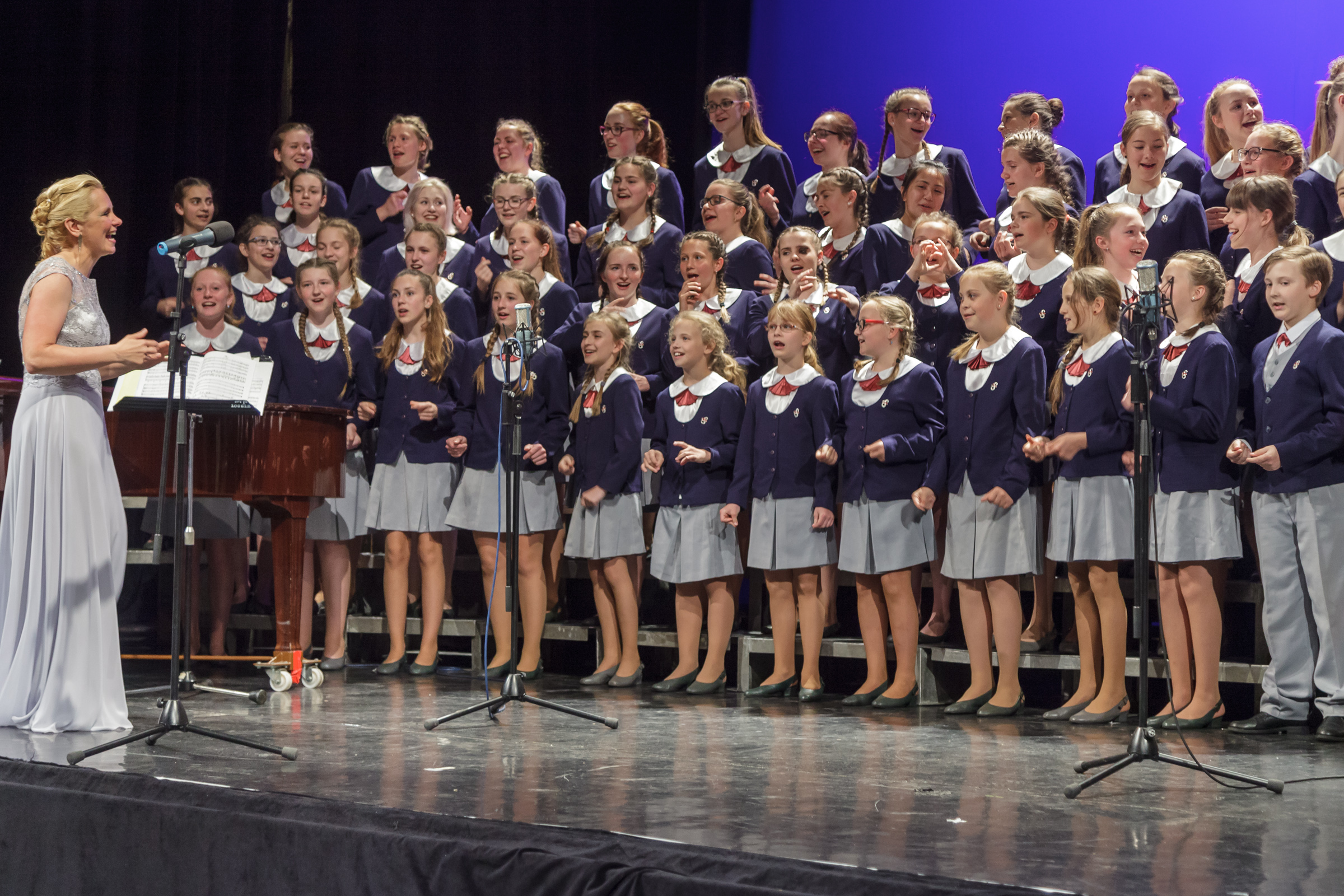
Koncert sboru Severáček v roce 2018

V dětství zpívala jako členka a později i sólistka královéhradeckého dětského sboru Jitro. V roce 1994 založili společně se svým manželem Petrem Pálkou dětský sbor Kajetánek v České Třebové. V roce 1997 se stali sbormistry libereckého sboru Severáček. Po tragické smrti manžela v roce 2006 zůstala hlavní sbormistryní. Se sborem pokračovala v jeho úspěších a nahrávkách.
V letech 2016–2018 byla také sbormistryní smíšeného sboru Ještěd v Liberci.
Vedle sbormistrovské činnosti se věnuje rovněž vzdělávání sbormistrů a porotcovské činnosti na tuzemských i mezinárodních soutěžích.